# Деубе, Кальзеубе Пахими
Кальзёбе Пахими Дёбе (фр. Kalzeubet Pahimi Deubet) — чадский политик, премьер-министр страны с 21 ноября 2013 года по 2016 год

## Биография
Имеет степень бакалавра в области экономики. Получив высшее образование Кальзёбе занялся бизнесом, входил в совет директоров компании по производству хлопка. Позже занялся политикой, занимал различные должности в правительстве страны: был министром государственного управления, а затем занял пост министра связи. 21 ноября 2013 года стал премьер-министром страны после отставки премьер-министра Джимрангара Даднаджи.